# Albrecht Glaser
Albrecht Glaser (ur. 8 stycznia 1942 w Wormacji) – niemiecki prawnik i polityk, działacz i współzałożyciel Alternatywy dla Niemiec, deputowany do Bundestagu.
Kandydat w wyborach prezydenckich w 2017 r.

## Życiorys
Po zdaniu egzaminu maturalnego w 1963 r. w gimnazjum humanistycznym w Wormacji, rozpoczął studia na kierunku prawa, nauk politycznych i administracji w Heidelbergu, Tybindze i Spirze. W 1969 r. zdał pierwszy, a w 1973 drugi państwowy egzamin prawniczy.
W latach 1973–1975 był referentem rektora Uniwersytetu w Heidelbergu. Został także wykładowcą na Uniwersytecie Nauk Stosowanych w Ludwigsburgu na kierunku administracja publiczna i finanse. Od 1975 do 1979 r. był radcą w landowym ministerstwie finansów Badenii-Wirtembergii. W latach 1979–1980 burmistrz miasta Bretten, a następnie powołany na stanowisko burmistrza Waldbronn (1980–1987). Między 1988 a 1995 był członkiem Landeswohlfahrtsverband Hessen. Od 1995 do 2002 był radnym rady miejskiej Frankfurtu nad Menem, pełniąc równocześnie funkcję skarbnika miasta. W latach 2002–2007 był dyrektorem przedsiębiorstwa zajmującego się budownictwem mieszkaniowym i zarządzaniem nieruchomościami.
Jesienią 2012 roku Glaser zrezygnował po 42 latach z członkostwa w CDU. W 2013 r. został członkiem współzałożycielem AfD. Jest członkiem zarządu struktur AfD w Hesji oraz przewodniczącym komisji programowej partii. W 2015 został wybrany na wiceprzewodniczącego partii na szczeblu federalnym. W 2017 r. był kandydatem w wyborach na prezydenta federalnego. W wyborach parlamentarnych w 2017 i 2021 r. zdobywał mandat deputowanego do Bundestagu. W czerwcu 2024 był jednym z czterech posłów AfD, którzy nie opuścili sali plenarnej podczas przemówienia prezydenta Zełenskiego w Bundestagu.
Żonaty, na czworo dzieci.